# Encarnación Cubas Báez
Encarnación Cubas Báez (Las Palmas de Gran Canaria, 15 de diciembre de 1831-ibíd., 28 de marzo de 1915) fue una escritora española. Fue la cuarta hija del matrimonio formado por Juan Cubas, ebanista de profesión, y Dolores Báez y su infancia estuvo marcada por el temprano y trágico fallecimiento de su madre.

## Biografía
El 4 de octubre de 1850 contrajo matrimonio con el músico, escritor e historiador de Canarias Agustín Millares Torres y de su matrimonio nacieron once hijos, entre ellos los escritores Luis y Agustín Millares Cubas y Dolores Millares Cubas. Su vida transcurrió, por lo tanto, rodeada de una constante actividad intelectual y hasta su propia casa se convirtió muchas veces en un pequeño teatro en el que sus hijos e hijas interpretaban obras musicales o representaban primero las obras que para ellos escribía su padre y posteriormente las que  empezaron a escribir ellos mismos. Este intenso ambiente intelectual y creativo que rodeó su vida hizo que su «personalidad quedara eclipsada».
Encarnación Cubas y Báez forma parte de la segunda promoción romántica de las Islas junto con Ángela Mazzini Bricala, Victorina Bridoux, María Victoria Ventoso y Cúllen, Cristina Pestana Fierro, Fernanda Siliuto,  Dorotea Vizcaíno, Isabel Poggi y Borsotto...
Falleció en su ciudad natal el 28 de marzo de 1915.

## Obra

### Poesía
Encarnación Cubas Báez fue una poeta de breve producción, de «extraordinaria sensibilidad» y acento becqueriano. Algunos de sus poemas fueron publicados en 1882, con el pseudónimo de «María», en la revista de El Museo Canario. A mediados del siglo xx volvieron a publicarse algunos de sus poemas en periódicos y en las revistas Millares y Mujeres en la isla.
Su obra poética está compuesta generalmente por romances, de ambiente naturalista y desprende una preocupación por el más allá resultado del interés de la autora por la corrientes espiritistas de su época.
Juan Manuel Trujillo Torres proyectó emprender la tarea de reunir su obra poética pero este trabajo nunca llegó a realizarse.

### Prosa
Encarnación Báez Cubas escribió también unas «Memorias de infancia y juventud» que abarcan veinte años de su vida, desde su nacimiento hasta aproximadamente el año 1852. Estos recuerdos los escribe a instancias de su hijo Agustín y estaban destinados a que sus descendientes conocieran los orígenes de su familia pero, aunque desdichadamente quedaron incompletas, constituyen también un interesante testimonio de la vida cotidiana en el Barrio de Vegueta de Las Palmas de Gran Canaria entre los años treinta y cuarenta del siglo xix, narrado desde una percepción plena de realismo femenino. Su talento narrativo se pone especialmente de manifiesto en una especie de addenda a estas memorias en la que narra un viaje desde Las Palmas al cortijo grancanario de Utiaca.
Estas memorias inconclusas fueron publicadas en 2006 por Lothar Siemens Hernández.